# Zapornia olivieri
La gallinella di Olivier, rallo sakalava o schiribilla di Oliver (Zapornia olivieri (G. Grandidier e Berlioz, 1929)) è un uccello della famiglia dei Rallidi originario del Madagascar.

## Descrizione
Da quando è stato scoperta, nel 1929, la raro ed estremamente timida gallinella di Olivier è stata avvistata solo poche volte. Questo piccolo rallide (19 cm) è di colore prevalentemente grigio-ardesia scuro, con le penne delle ali e del dorso marrone-castano. L'iride è di colore rosso brillante, il becco è giallo e le grosse zampe sono di colore rosa-rossastro. Gli esemplari giovani differiscono dagli adulti per avere il piumaggio completamente marrone-fuligginoso e il becco nero.

## Distribuzione e habitat
La gallinella di Olivier è presente solo in tre aree molto distanziate tra loro delle pianure occidentali del Madagascar.
Questa specie è stata avvistata più di frequente nelle radure circondate da vegetazione fitta e alta, come canneti e distese di giunchi e carici, sulle rive di torrenti e laghi. Queste radure sono prevalentemente costituite da più specie galleggianti non troppo alte, come ninfee, felci acquatiche, giacinti d'acqua, carici e piante erbacee. Secondo i locali, la gallinella di Olivier rimane confinata nei canneti durante la stagione secca, ma occupa ambienti più aperti durante la stagione delle piogge.

## Biologia
Nelle poche occasioni in cui la gallinella di Olivier è stata vista nutrirsi, essa si spostava camminando sul tappeto di vegetazione galleggiante, catturando invertebrati dalla superficie dell'acqua e raccogliendo le radici delle piante al di sotto di essa. Se disturbati, gli adulti smettono di foraggiare e si arrampicano sulle canne circostanti fino a circa 1,5 m di altezza, mentre i giovani scompaiono nel sottobosco circostante.
I locali sostengono che la gallinella di Olivier depone generalmente due covate per stagione. Esemplari che covavano sono stati osservati verso marzo e ciascuna covata è costituita probabilmente da due uova.

## Conservazione
La IUCN Red List classifica Amaurornis olivieri come specie in pericolo di estinzione (Endangered). Sulla base degli studi sul campo effettuati tra il 2003 e il 2004, gli studiosi hanno stimato la popolazione della gallinella di Olivier tra i 100 e i 200 esemplari. Per una specie costituita da un numero così ridotto di individui, il degrado e la distruzione delle zone umide costituiscono una minaccia molto grave per la sopravvivenza a lungo termine. In Madagascar, l'avanzata degli insediamenti umani e la conversione degli habitat naturali in coltivazioni di riso sono i principali responsabili della massiccia riduzione delle zone umide. Per la gallinella di Olivier l'introduzione di specie esotiche di pesci e la diminuzione dei canneti, attribuibile in parte alla raccolta operata dall'uomo, potrebbero avere un ulteriore impatto negativo. Fortunatamente, la gallinella di Olivier è considerata troppo piccola per costituire una preda allettabile e in alcune aree la raccolta delle sue uova è addirittura considerata tabù.